# Stien (Vorname)
Stien ist ein weiblicher Vorname.

## Herkunft und Bedeutung
Er ist die niederländische und limburgische Verkleinerungsform von Christine und Justine. Eine weitere Variante ist Christel.

## Bekannte Namensträgerinnen
- Christina Baas-Kaiser (1938–2022), niederländische Eisschnellläuferin